# Nieustanne tango
Nieustanne tango – drugi studyjny album zespołu Republika, wydany w 1984 przez Polton.
Płyta została nagrana w „Wawrzyszew Sound Studio”. Utwór „Poranna wiadomość” był promowany za granicą w 1985 przez wytwórnię Polton.
Album został wydany w bardzo małym nakładzie, oraz zapakowany w złej jakości okładkę. Było to spowodowane zmianą dyrektora firmy Polton, a co za tym idzie, zmianą polityki firmy. Już w czasie nagrywania firma zrezygnowała z wcześniejszej umowy, czego rezultatem było właśnie zmniejszenie nakładu. Sprawa trafiła do sądu, lecz została przez zespół przegrana. Album został wyprodukowany w nakładzie 46 000 egzemplarzy.
W 2002 roku utwory „Nieustanne tango”, „Psy Pawłowa” i „Obcy astronom” zostały ostatni raz wykonane na koncercie Kombinat poświęconym zmarłemu Grzegorzowi Ciechowskiemu. 

## Lista utworów
Strona A
1. „Nieustanne tango” (muz. i sł. Grzegorz Ciechowski) – 5:22
2. „Psy Pawłowa” (muz. i sł. Grzegorz Ciechowski) – 4:15
3. „Na barykadach walka trwa” (muz. i sł. Grzegorz Ciechowski) – 4:10
4. „Hibernatus” (muz. i sł. Grzegorz Ciechowski) – 4:14

Strona B
1. „Zróbmy to (teraz)” (muz. i sł. Grzegorz Ciechowski) – 2:48
2. „Wielki hipnotyzer” (muz. i sł. Grzegorz Ciechowski) – 4:45
3. „Obcy astronom” (muz. Grzegorz Ciechowski, Zbigniew Krzywański sł. Grzegorz Ciechowski) – 5:15
4. „Fanatycy ognia” (muz. i sł. Grzegorz Ciechowski) – 3:20
5. „Poranna wiadomość” (muz. i sł. Grzegorz Ciechowski) – 4:20

## Twórcy
- Grzegorz Ciechowski – śpiew, fortepian, moog, teksty, muzyka
- Sławomir Ciesielski – perkusja
- Zbigniew Krzywański – gitara elektryczna, śpiew, muzyka ("Obcy Astronom")
- Paweł Kuczyński – gitara basowa

oraz
- Aleksander Januszewski – design
- Antoni Zdebiak – fotografia, design

## Wydania
- 1984 wydane przez Polton
- 1991 wydane przez MMPP wraz z Nowe sytuacje (bez utworu „Wielkiego Hipnotyzera”)
- 1998 wydane przez Sound-Pol wraz z Nowe sytuacje (bez utworu „Wielkiego Hipnotyzera”)
- 1999 wydane przez Pomaton EMI
- 2002 wydane przez Pomaton EMI wraz z 1984 (album 1984 dopiero wtedy pojawił się na polskim rynku)
- 2003 wydane jako część zestawu Komplet
- 2011 wydane przez Pomaton EMI wraz z 1984
- 2013 wydane przez Pomaton EMI